# Gmina Brwinów
Die Gmina Brwinów ist eine Stadt-und-Land-Gemeinde im Powiat Pruszkowski der Woiwodschaft Masowien in Polen. Ihr Sitz ist die gleichnamige Stadt mit etwa 13.600 Einwohnern.

## Geographie
Die Gemeinde liegt etwa 15 Kilometer südwestlich vom Zentrum Warschaus. Nachbargemeinden sind Błonie, Grodzisk Mazowiecki, Michałowice, Milanówek, Nadarzyn, Ożarów Mazowiecki, Podkowa Leśna und Pruszków.
Die Gemeinde hat kein zusammenhängendes Gebiet.

## Geschichte
Die Landgemeinde Brwinów wurde 1973 gebildet. Bis 1954 bzw. 1949 bestanden auf ihrem Gebiet die Landgemeinden Gmina Helenów und Gmina Letnisko-Brwinów. Stadt- und Landgemeinde Brwinów wurden 1990/1991 zur Stadt-und-Land-Gemeinde zusammengelegt. Ihr Gebiet gehörte bis 1975 zur Woiwodschaft Warschau. Es kam dann bis 1998 zur stark verkleinerten Woiwodschaft gleichen Namens, der Powiat wurde in dieser Zeit aufgelöst. Zum 1. Januar 1999 kam es zur Woiwodschaft Masowien und zum wiedererrichteten Powiat Pruszkowski.

## Gliederung
Die Stadt-und-Land-Gemeinde Brwinów mit einer Fläche von 69,2 km² besteht aus der Stadt selbst und 15 Dörfern mit Schulzenämter (sołectwa):
- Biskupice
- Czubin
- Domaniew
- Falęcin
- Kanie
- Koszajec
- Kotowice
- Krosna
- Milęcin
- Moszna
- Otrębusy
- Owczarnia
- Parzniew
- Terenia
- Żółwin